# Чокенешть (Димбовіца)
Чокенешть, Чокенешті (рум. Ciocănești) — село у повіті Димбовіца в Румунії. Адміністративний центр комуни Чокенешть.
Село розташоване на відстані 25 км на північний захід від Бухареста, 48 км на південний схід від Тирговіште, 118 км на південь від Брашова.

## Населення
За даними перепису населення 2002 року у селі проживали 2168 осіб. Рідною мовою 2166 осіб (99,9%) назвали румунську.
Національний склад населення села:
| Національність | Кількість осіб | Відсоток |
| -------------- | -------------- | -------- |
| румуни         | 1922           | 88,7%    |
| цигани         | 243            | 11,2%    |